# Skärpt dödsstraff

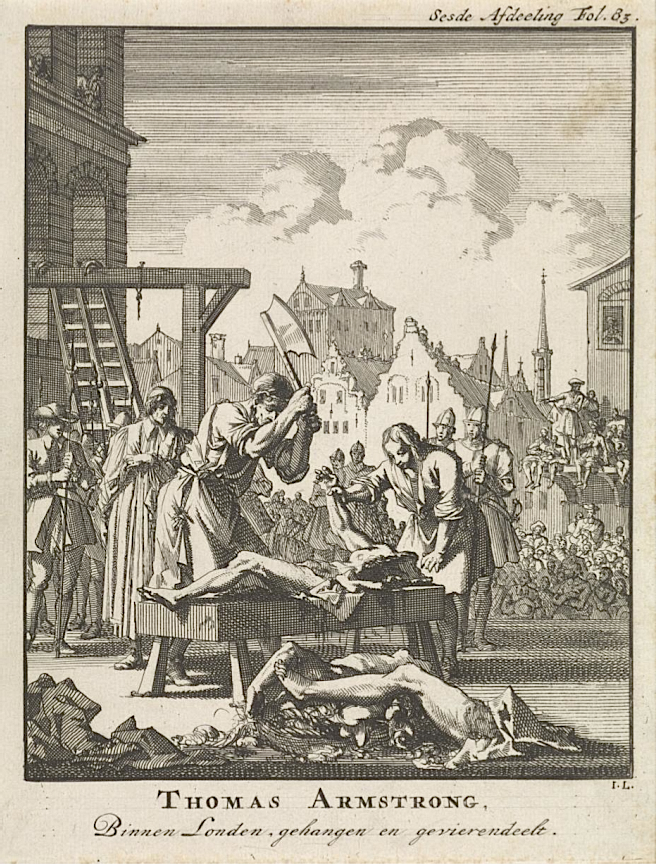
Den engelske politikern Thomas Armstrong fyrdelas 1684

Skärpt dödsstraff, ibland kvalificerat dödsstraff, är dödsstraff med särskilt vanhedrande eller smärtsamma former, och brukades i äldre tider. Skärpt dödsstraff kan innebära misshandel och stympning före avrättningen eller en särskilt plågsam och utdragen avrättning, eller att kroppen vanställs, förstörs eller förevisas efter döden. 
Sagor nämner många fantasifulla avrättningssätt som kanske aldrig använts (exempelvis rista blodörn) men metoder, som är bara aningen mindre utstuderade, brukades under medeltiden och fram till 1800-talet såsom stegling, fyrdelning - det officiella straffet för högförräderi i England mellan 1351 och 1870 - och rådbråkning. Även amputation, i detta fallet av höger hand, brukades så sent som mot kungamördaren Jacob Johan Anckarström. I franska Code Penal som antogs under Napoleon 1810 föreskrevs amputation av högerhand, följt av halshuggning, för den som mördade en förälder.  
Kvalificerat dödsstraff användes vid särskilt grova brott så som mord, incest, tidelag och  högförräderi.

## I Sverige
Under medeltiden användes de kvalificerade dödsstraffen oftare än under 1500- och 1600-talen, trots att straffrätten då skärptes. Karl IX befallde 1608 att domstolarna skulle döma i överensstämmelse med Mose lag och överrätterna började i viss omfattning benåda från dödsstraff som underrätterna lagenligt utdömt.

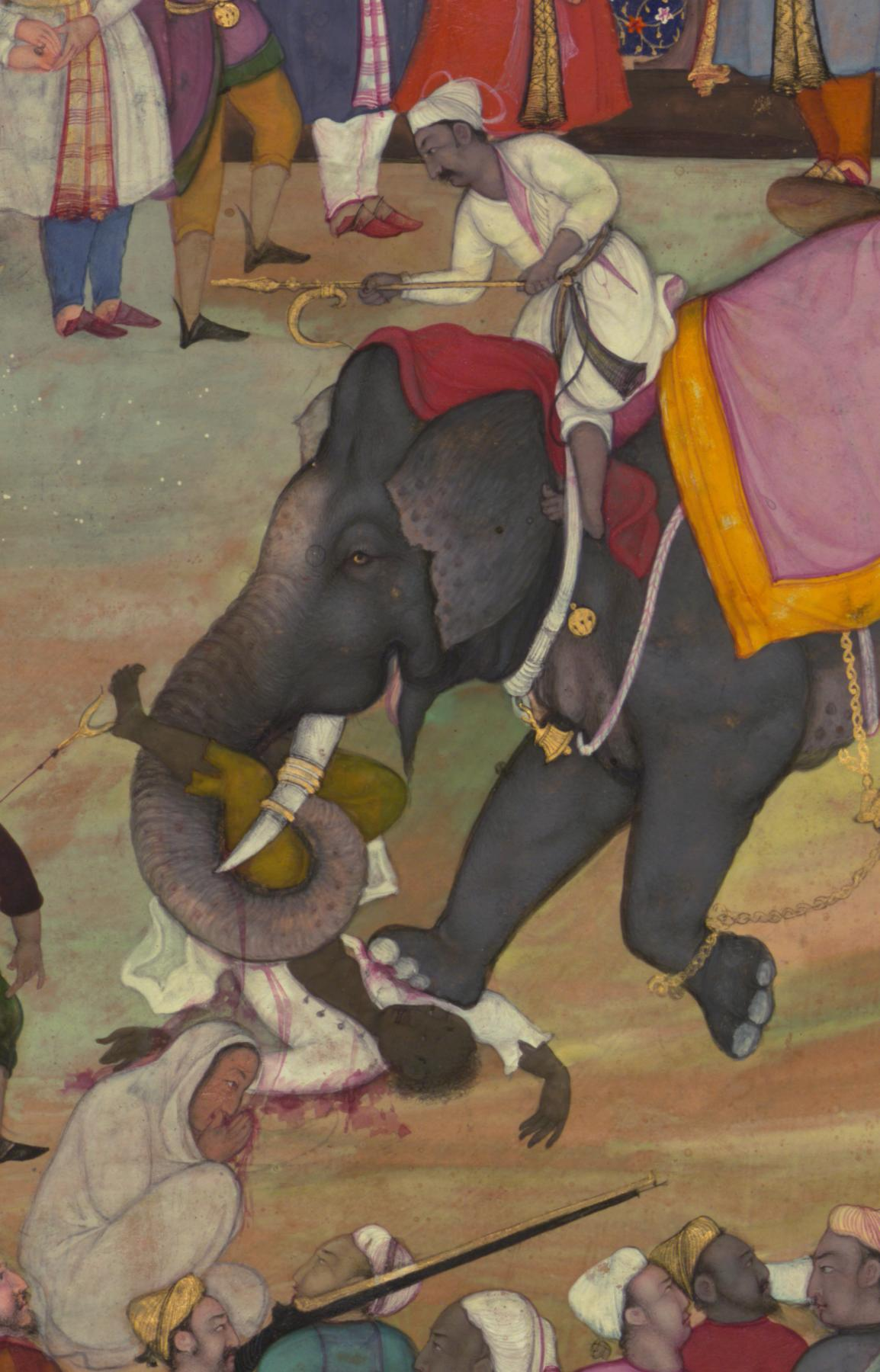
Avrättning med elefant, illustration från 1602

Skärpta dödsstraff kunde tillämpas för grövre brott. Exempel på sådana straff var att en hand höggs av innan halshuggning och rådbråkning, det vill säga att alla ben i kroppen krossades. Andra metoder var utslitande av hjärta och kroppsslitning mellan fyra hästar, två metoder som användes vid två fall av landsförräderi under Karl IX:s regeringstid.[källa behövs] Kvinnor kunde bli levande begravda.[källa behövs] Ett annat skärpt dödsstraff var straff som inträdde efter döden så som att huvudet sattes upp på en påle och kroppen lades på ett hjul, så kallad stegling. År 1824 genomfördes den sista steglingen i Sverige, då på Tingbergs kulle. Avrättning kunde också ske på brinnande bål. År 1835 förbjöds rådbråkning och 1841 försvann de skärpta dödsstraffen.
Nils Fredrik Biberg skrev i sin bok Samlade skrifter Volym 3 (1830) att "qualificera dödsstraffet har dessutom den olägenhet med sig, att det ovillkorligen provocerar och nästan uppretar åskådarens känsla af medlidande [...] det vill säga delinquenten upphöjes i folkets ögon till martyr".